# Éditions Virgile
Pour les articles homonymes, voir Virgile (homonymie).
Les Éditions Virgile, spécialisées en littérature contemporaine et en création de livres d’artistes, maison d'édition française, ont été fondées en 1999 par Virgile Legrand.  

## Présentation
L’activité de la maison d'éditions se diversifie en deux entités dès sa création : les livres courants et les livres d’artistes.
Les livres courants ont été diffusés par la société Les Belles Lettres jusqu’en 2014.
Depuis 2014, les Editions Virgile distribuent en direct l’ensemble des ouvrages et se concentrent exclusivement à la publication de livres d’artistes.
Un effort important est consacré à la fabrication des ouvrages pour donner au lecteur un objet unique, le livre, fruit d’un collectif qui va de l’auteur à l’éditeur en passant par le traducteur, le typographe, l’imprimeur, puis le libraire.
Une exposition à la médiathèque d’Issy-les-Moulineaux, de mars à avril 2016, intitulée « Livres Rares  » a présenté l’ensemble des livres d’artistes réalisés par les Editions Virgile depuis leur création. 

## Collections et filiales
Six collections et une revue diversifient l’activité des Editions Virgile.
La Collection Virgile regroupe récits et essais d’auteurs tels Jacques Abeille, Pierre Bettencourt, Yves Bonnefoy, Jacques Borel, François Dominique, Marie Etienne, Jacques Jouet, Roger Laporte, Henri Lefebvre,, Claude Louis-Combet et Ezra Pound, entre autres.  
La Collection Livres Rares relève d'un travail artisanal, elle est réalisée sur un grand papier souvent enrichi de gravures originales. Véritable collaboration entre un écrivain et un plasticien cette collection regroupe des œuvres et des textes originaux  de Pierre Alechinsky, Yves Peyré, Arthur H, Eduardo Arroyo, Pierre Nora, Michel Butor, James Sacré, Charlélie Couture, Joël Bastard, Michel Mousseau, Zéno Bianu, Jean Rustin, Claude Louis-Combet, Pierre Soulages…
La Collection Ulysse fin de siècle débute avec la modernité poétique, Stéphane Mallarmé, et s'étend jusqu’à la poésie contemporaine de langue française et étrangère. La Collection Ulysse fin de siècle a été créée par François-Dominique Gros et Jean-Michel Rabaté.  Cette collection  regroupe notamment des textes de Jean-Paul Auxeméry, Bei Dao, Maurice Blanchot, John Cage, Luc Dietrich, Franck André Jamme, Emmanuel Laugier, Bernard Noël, Charles Olson, Pierre Le Pillouër, Jacques Rebotier, Christophe Tarkos et Louis Zukofsky.    
La Collection Carnet d’Ateliers laisse les auteurs parler de leur attachement à l’œuvre d’un peintre, et retrouver ce qui, à leurs yeux, est la source de sa signification. Michel Butor,, Alain Jouffroy,, ou encore Claude Louis-Combet , Gérard Titus-Carmel, Raymond Queneau,, Paul-Louis Rossi, Gilbert Lascaux , Yves Peyré, ont publié des textes dans cette collection.    
La collection Ecrire la lumière, étymologie latine du mot photographie, regroupe récits et nouvelles qui viennent s’appuyer sur la photo mise en r avec relation avec les mots, mots qui entraînent la réminiscence de l’image. Geneviève Hélène, Daniel de Roulet, Joël Bastard, James Sacré et Jean Libis ont écrit des textes pour cette collection.
La collection Suite de Sites est composée de textes par des auteurs invités en résidence en Franche Comté. Ces ouvrages livrent une approche littéraire unissant mémoire d’un lieu et mémoire sociale. Parmi les auteurs de cette collection nous retrouvons Olivier Bleys, Philippe Claudel,, William Cliff, Pascal Commère, Alain Fleischer, ou encore Jean-Claude Pirotte. 

### Revue affiliée
La revue Papilles propose un cheminement littéraire autour de la gastronomie. Elle a été créée par les Bibliothèques gourmandes.